# Estreleira

Estreleira

Estreleira é a bandeira que simboliza a luta do movimento socialista e comunista pela independência da Galiza da Espanha.
A estrela vermelha foi criada por militantes comunistas da UPG (União do Povo Galego) nos anos 60, lembrando a estrela vermelha de vários países socialistas do leste, como a extinta Jugoslávia.
A modalidade de bandeira de franja azul com uma estrela vermelha no centro é utilizada pela maior parte dos partidos e movimentos do nacionalismo galego de esquerda, nomeadamente o BNG, FPG, NÓS-Unidade Popular e outros. Hoje está difundida por causa da expansão do nacionalismo galego nos últimos anos.
Não tem medidas exactas, já que a estrela vermelha vai alinhada no centro da franja azul e depende das dimensões desta.
1. ↑  Pontevedra, Silvia R. (26 de julho de 2008). «'Souvenir' nacionalista». Madrid. El País (em espanhol). ISSN 1134-6582. Consultado em 3 de julho de 2024